# Phaenovum Schülerforschungszentrum Lörrach-Dreiländereck

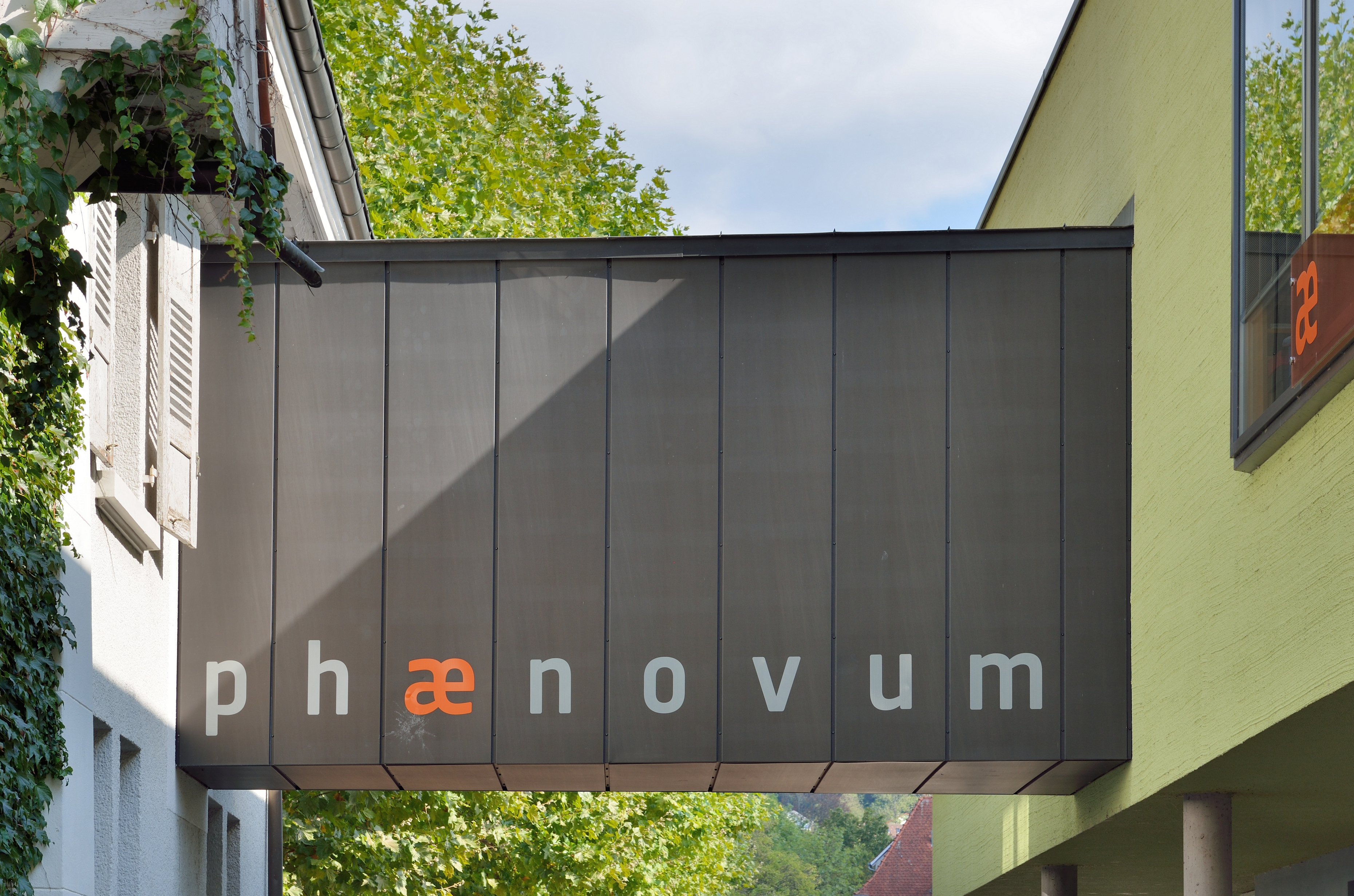
Logo von phaenovum am Forschungszentrum

Das phaenovum Schülerforschungszentrum Lörrach Dreiländereck ist ein eingetragener Verein in Lörrach. Er wurde im Jahr 2007 von Personen aus Wissenschaft, Wirtschaft, Verwaltung und Schulen in  gegründet. Der Verein ermöglicht Schülern des Dreiländerecks Deutschland, Frankreich und der Schweiz den Zugang zu naturwissenschaftlichen Experimenten und Forschungsarbeiten.

## Entwicklung
Der als gemeinnützig anerkannte Verein entstand aus einem Zusammenschluss der von Bernd Kretschmer geleiteten Physik AG des Hans-Thoma-Gymnasiums Lörrach mit dem vom Innocel Innovations-Center Lörrach und dem Lörracher Steinbeis-Transferzentrum (EDN) ausgerichteten IT-Seminar, sowie durch Unterstützung des trinationalen BioValley College Networks.
Das Schülerforschungszentrum wurde in der Anfangsphase von der Innocel Innovations-Center Lörrach GmbH (Wirtschaftsförderung der Stadt Lörrach) aufgebaut und geleitet, ebenso wie das daraus erwachsene EU-Interreg-Projekt „phaenovum – trinationales Schülerforschungszentrum Lörrach-Dreiländereck“ von 2009 bis 2012, an dem rund 20 Partner aus Deutschland, Frankreich und der Schweiz teilnahmen.
Die Finanzierung des phaenovum-Betriebs steht auf vier Säulen: Das Land Baden-Württemberg trägt ein Lehrer-Deputat, die Stadt Lörrach finanziert die Miete der Gebäude und das Management-Personal, Industrieunternehmen leisten Patenschaften oder Sponsoring, hinzu kommen Beiträge von Mitgliedern und Nutzungsentgelte. Das phaenovum hat aktuell 175 nutzende, 27 fördernde und 24 institutionelle Mitglieder (2014). Beim Ehrenamtswettbewerb Echt gut! des Landes Baden-Württemberg wurde das phaenovum 2014 ausgezeichnet.

## Organisation
Neben einem dreiköpfigen engeren Vorstand sind im erweiterten Vorstand die drei Fachbereiche sowie die institutionellen und nutzenden Mitglieder vertreten.
Die Geschäftsführung ist in eine pädagogische und kaufmännische Funktion aufgeteilt. Das phaenovum wurde grenzüberschreitend trinational und interdisziplinär angelegt: Schüler aus Deutschland, Frankreich und der Schweiz arbeiten in naturwissenschaftlichen und technischen Experimenten zusammen. Zum reichhaltigen wöchentlichen Kursangebot, Wochenend- und Ferienkurse, Exkursionen etc. kann man sich über die Website anmelden. Ein zu abonnierender Newsletter macht regelmäßig auf neue Angebote aufmerksam.
Die folgenden drei Fachbereiche des phaenovum arbeiten interdisziplinär zusammen: Fachbereich Physik / NanoSciences; Fachbereich Biologie / Chemie / LifeSciences und Fachbereich Informationstechnik / Robotik
- Fachbereich Physik / NanoSciences
  - Dieser Bereich ist eng verflochten mit der Physik AG am Hans-Thoma-Gymnasium (HTG), die vor Jahren erfolgreich von Bernd Kretschmer aufgebaut und betrieben wurde.
- Fachbereich Biologie / Chemie / LifeSciences
  - Dieser Bereich baut auf die Erfahrungen des Biotechnet-Waldshut mit Projekten der LifeSciences auf.
- Fachbereich Informationstechnik / Robotik
  - Das IT-Seminar Lörrach wird seit 2003 von der Innocel Innovations-Center Lörrach GmbH und dem Steinbeis-Transferzentrum für Embedded Design & Networking an der Dualen Hochschule Baden-Württemberg – Lörrach organisiert und von zahlreichen Wirtschaftsunternehmen aus der Region finanziell getragen.

Die Lehrkräfte des phaenovums sind Fachlehrer aus den angrenzenden Schulen und Hochschulen, u. a. Hans-Thoma-Gymnasium, dem Technischen Gymnasium Lörrach, der Dualen Hochschule Baden-Württemberg Lörrach und der Universität Basel. Darüber hinaus ergänzen Naturwissenschaftler und Lehrer als freie Mitarbeiter das Kollegium.
Gleichzeitig gestalten oder unterstützen auch ehemalige und aktive phaenovum-Schüler die Kurse im Projekt „Jugendliche fördern Jugendliche“. Um das Angebot zu bereichern und den trinationalen Aspekt zu stützen, werden einige Kurse in französischer Sprache angeboten. Unter den institutionellen Mitgliedern befinden sich auch Schweizer Schulen.
Der Vorstand des Phaenovum wird geleitet durch den Lörracher Oberbürgermeister Jörg Lutz, Ayla Busch, Reiner Liebenow und Jan Olaf.

## Infrastruktur

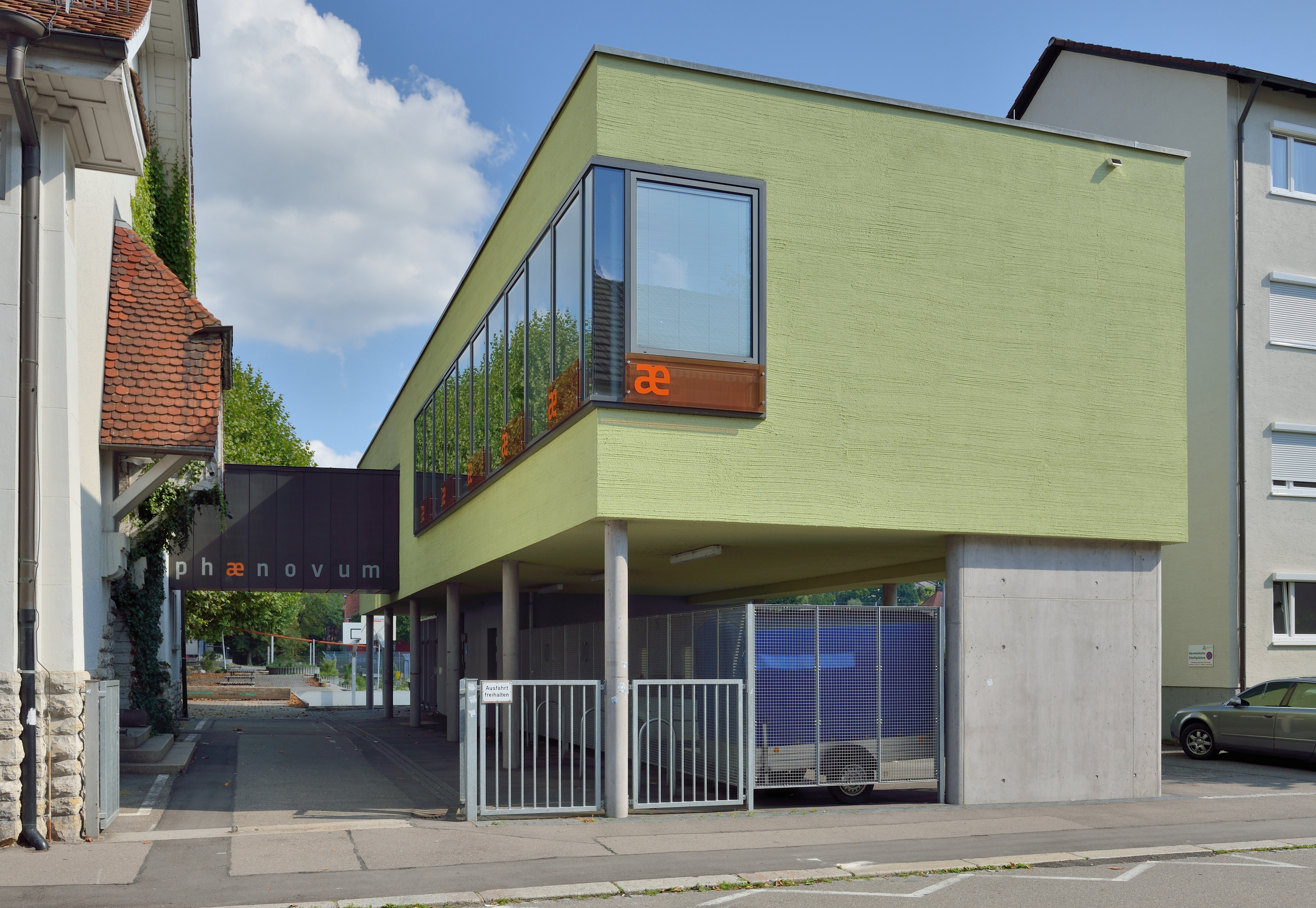
Phaenovum-Neubau

Der Verein liegt auf dem Lörracher Schul-Campus Rosenfels und ist zum einen in einem ehemaligen Gebäude des Hans-Thoma Gymnasiums, zum anderen in einem 2010 extra errichteten Neubau untergebracht. Die Schüler haben die Möglichkeit mit neuester Technik zu experimentieren, so zum Beispiel mit dem humanoiden Roboter NAO, einem Windkanal und einer High-Speed-Kamera.

## Programme
Das Kursprogramm wechselt immer mit dem neuen Schuljahr. Es werden Kurse für Schüler ab der fünften Klasse angeboten. Das Angebot richtet sich an alle Jugendliche, die ein Interesse für naturwissenschaftlich-technische Themen haben und diese außerhalb der Schule erleben möchten.
Eine Besonderheit bietet das Programm: phaenovum junior–experimentieren an der Grundschule. Grundschülern bietet phaenovum junior die Möglichkeit zum Experimentieren, um frühzeitig das Interesse für Naturwissenschaft und Technik zu wecken. Anhand von acht Themengebieten aus dem Bildungsplan lernen die Kinder in Kleingruppenarbeit von 4–6 Schülern auch Fragen zu stellen und naturwissenschaftliche Zusammenhänge zu erkennen.
F1 in der Schule greift das Interesse von Jugendlichen an schnellen Autos auf und ermöglicht ihnen als Team von drei bis vier Schülern sich im Bereich Technik, Konstruktion, aber auch Marketing und Finanzen zu entwickeln. Sie müssen einen Mini-Rennwagen konstruieren und fräsen, mit dem sie beim Wettbewerb teilnehmen.
Die Kleingruppenarbeit im Klassenverband wird möglich durch Einbeziehung von sich ehrenamtlich engagierenden Eltern. Die Eltern können Naturwissenschaftler aber auch interessierte Laien sein, da sie auf die Experimentiersequenzen zuvor gezielt geschult werden.
Die phaenovum junior-Experimentiersequenzen und Materialien wurden von einer Expertengruppe aus Naturwissenschaftlern und Lehrern ausgearbeitet. Das Schulamt Lörrach und das Staatliche Seminar für Didaktik und Lehrerbildung Lörrach unterstützen das Projekt.
phaenovum junior wird durch eine phaenovum-Koordinatorin an den Schulen eingeführt. Durch die Beteiligung und Schulung der Lehrer kann das Projekt von den Schulen selbständig und langfristig weiter umgesetzt werden.
An 22 Grundschulen des Landkreises Lörrach (u. a. Stadt Lörrach, Stadt Rheinfelden) wird phaenovum junior zum Teil schon seit dem Schuljahr 2011/2012 erfolgreich durchgeführt.
Möglich wird dies durch die finanzielle Unterstützung der Sparkasse Lörrach-Rheinfelden. Mittlerweile unterstützen weitere Organisationen und Unternehmen wie die Stiftung der Sparkasse Markgräflerland, Endress+Hauser InfoServe und der Rotary-Club Lörrach phaenovum junior. Eine Übertragung des Konzepts auf weitere Grundschulen im Landkreis Lörrach ist möglich.

## Teilnahme an Wettbewerben
Seit der Gründung beteiligen sich Mitglieder des phaenovums regelmäßig an Wettbewerben wie:
- Jugend forscht
- Formel 1 in der Schule
- Deutsche CanSat-Meisterschaft
- Quanta-Wettbewerb in Indien
- International Conference of Young Scientists – ICYS
- Internationale Physikolympiade – iPHO
- International Young Physicists’ Tournament – IYPT
- German Young Physicists’ Tournament – GYPT
- International Science and Engineering Fair – ISEF
- Roboterwettbewerb – iRobIHK
- Schülerforschungswettbewerb des Rotary Clubs Lörrach[6]
- Jugend forscht und Schüler experimentieren[7]
- RoboRAVE International[8]